# Somatická nervová soustava
Somatická nervová soustava (mozkomišní nervy) je část periferní nervové soustavy zaměřená na kosterní svaly a řízení volního pohybu. Je složena ze senzitivních (aferentních) a (eferentních) motorických nervů, které jsou společně obsaženy ve 12 hlavových a 31 míšních segmentech nervů. Proto se někdy také označuje jako cerebrospinální nervová soustava.
U bezobratlých je typ odpovědi svalu (inhibiční, excitační) závislý na typu neurotransmiteru a receptoru, u obratlovců jde vždy o excitaci, neboť přenašečem je acetylcholin.